# San Francisco Museum of Modern Art
Het San Francisco Museum of Modern Art (SFMOMA) is een museum voor moderne kunst in San Francisco. Het museum is de organisator van de SECA Art Award.

## Geschiedenis
Het werd in 1935 geopend als het San Francisco Museum of Art door toenmalig directeur Grace Morley. Het was toen het eerste museum aan de Amerikaanse westkust dat gewijd was aan kunst uit de 20e eeuw. In eerste zestig jaar was het museum gevestigd op de bovenste verdiepingen van het War Memorial and Performing Arts Center. De aanduiding "Modern" werd in 1975 onder toenmalig directeur Henry T. Hopkins aan de naam toegevoegd. Het museum verkreeg een internationale reputatie.
Tegelijk met een grote transformatie en uitbreiding verhuisde het museum in 1995 naar zijn huidige locatie. Het museum bevindt zich nu op 151 Third Street, grenzend aan de Yerba Buena Gardens in het district South of Market. Het gebouw met zijn kenmerkende centrale cilindervorm is een ontwerp van de Zwitserse architect Mario Botta. Vanwege de naamsgelijkheid met het Museum of Modern Art in New York staat het museum nu bekend als "SFMOMA".
De collectie van het museum bevat werken van onder anderen Jackson Pollock, Richard Diebenkorn, Paul Klee, Marcel Duchamp en Ansel Adams. In 1946 werd Art in Cinema door Frank Stauffacher gestart in het museum.